# Prix littéraires 2006
Liste des prix littéraires décernés au cours de l'année 2006 :

## Prix internationaux
- Prix Nobel de littérature : Orhan Pamuk (Turquie)[1]
- Prix européen de littérature : Bo Carpelan (Finlande)[2]
- Prix des cinq continents de la francophonie : Ananda Devi (Maurice) pour Ève de ses décombres[3]
- Prix de littérature francophone Jean Arp : Marcel Moreau (Belgique)
- Prix SACD de la dramaturgie francophone : Patric Saucier (d)  (Canada) pour Deux semaines après l’éternité
- Grand prix de littérature du Conseil nordique : Göran Sonnevi (Suède) pour Oceanen[4]
- Grand prix littéraire d'Afrique noire : Edem Awumey (Togo) pour Port Mélo[5]. Mention spéciale : Florent Couao-Zotti pour l'ensemble de son œuvre[6]
- Prix littéraire international de Dublin : Colm Tóibín (Irlande) pour The Master (Le Maître)[7]
- Prix Carbet de la Caraïbe et du Tout-Monde :  Georges Castera (Haïti) pour Le trou de souffleur et L'Encre est ma demeure
- Prix Tropiques : Yasmina Khadra (Algérie) pour L'Attentat
- Neustadt International Prize for Literature : Claribel Alegría (Salvador)
- Prix commémoratif Astrid-Lindgren : Katherine Paterson (États-Unis)[8]

## Allemagne
- Prix Georg-Büchner :  Oskar Pastior à titre posthume[9]
- Prix Friedrich Hölderlin (Bad Homburg) : Rüdiger Safranski

## Belgique
- Prix Victor-Rossel : Une enfance lingère de Guy Goffette
- Prix Victor-Rossel des jeunes : Excusez les fautes du copiste de Grégoire Polet
- Prix littéraires de la Communauté française de Belgique :
  - Prix de la première œuvre : Toi Cécile Kovalsky de Marianne Sluszny
  - Prix triennal du roman : La Maison de David de Michel Lambert
  - Prix quinquennal de l'essai : Raconter la loi, aux sources de l'imaginaire juridique de François Ost
  - Prix de la traduction littéraire : Wang Bingdong
  - Prix du rayonnement des lettres à l'étranger : Michel Biron
  - Prix Renaissance de la Nouvelle : Les Sangliers de Véronique Bizot
- Prix Marcel Thiry : Le Rôle de Bart de Eva Kavian

## Canada
- Grand prix du livre de Montréal : Hervé Bouchard pour Parents et amis sont invités à y assister
- Prix Athanase-David : Mavis Gallant
- Prix du Gouverneur général :
  - Catégorie « Romans et nouvelles de langue anglaise » : Peter Behrens pour The Law of Dreams
  - Catégorie « Romans et nouvelles de langue française » : Andrée Laberge pour La Rivière du loup
  - Catégorie « Poésie de langue anglaise » : John Pass pour Stumbling in the Bloom
  - Catégorie « Poésie de langue française » : Hélène Dorion pour Ravir : les lieux
  - Catégorie « Théâtre de langue anglaise » : Daniel MacIvor pour I Still Love You
  - Catégorie « Théâtre de langue française » : Evelyne de la Chenelière pour Désordre public
  - Catégorie « Études et essais de langue anglaise » : Ross King pour The Judgment of Paris: The Revolutionary Decade That Gave the World Impressionism
  - Catégorie « Études et essais de langue française » : Pierre Ouellet pour À force de voir : histoire de regards
- Prix Giller : Vincent Lam pour Bloodletting & Miraculous Cures
- Prix littéraire France-Québec : Sergio Kokis pour La Gare
- Prix littéraire Québec-France Marie-Claire-Blais : Clara la nuit de Catherine Locandro
- Prix Robert-Cliche : François X Côté pour Slash

## Chili
- Prix national de Littérature : José Miguel Varas (es) (1928-2011)

## Corée du Sud
- Prix de l'Association des poètes coréens : Sin Hyeon-jeong pour 자전거 도둑
- Prix Daesan
  - Catégorie « Poésie » : Kim Sa-in pour Aimer paisiblement
  - Catégorie « Roman » : Kim In-sook pour L'autobiographie d'une femme
  - Catégorie « Drame » : Park Keun-hyeong pour 경숙이, 경숙 아버지
  - Catégorie « Critique » : Choi Dong-ho pour 진흙 천국의 시적 주술
  - Catégorie « Traduction » : Jeong Eun-jin et Jacques Batilliot pour Le vieux jardin de Hwang Sok-yong
- Prix Dong-in : Lee Hye-gyeong pour 틈새
- Prix de littérature contemporaine (Hyundae Munhak)
  - Catégorie « Poésie » : Park Sangsoon pour Le garçon partant à travers le champ de coton
  - Catégorie « Roman » : Jung Ihyun pour Le ministère des centres commerciaux
  - Catégorie « Critique » : Hwang Jong-yeon pour 민주화 이후의 정치와 문학―고은 『만인보』의 민중-민족주의 비판
- Prix Gongcho : Sung Chan-gyeong pour 마음과 얼굴
- Prix Hwang Sun-won : Gu Hyo-seo pour 명두
- Prix Jeong Ji-yong : Kang Eun-gyo pour 너를 사랑한다
- Prix Kim Soo-young : Kang Gi-won pour 바다로 가득 찬 책
- Prix Manhae : Robert Pinsky et Hwang Dong-gyu, catégorie « Littérature »
- Prix Midang : Kim Hyesoon pour 모래 여자
- Prix Poésie contemporaine : Lee Byeong-lyul
- Prix de poésie Sowol : Moon Taejun pour 그맘때에는
- Prix Yi Sang : Jung Mikyung pour 밤이여, 나뉘어라

## Danemark
- Prix Hans Christian Andersen : Margaret Mahy (Nouvelle-Zélande)[10]

## Espagne
- Prix Cervantes : Antonio Gamoneda[11]
- Prix Prince des Asturies : Paul Auster
- Prix Nadal : Eduardo Lago, pour Llámame Brooklyn (es)
- Prix Planeta : Álvaro Pombo, pour La Fortuna de Matilda Turpin
- Prix national des Lettres espagnoles : Raúl Guerra Garrido
- Prix national de Narration : Ramiro Pinilla, pour Verdes valles, colinas rojas III. Las cenizas del hierro
- Prix national de Poésie : José Manuel Caballero Bonald, pour Manual de infractores
- Prix national d'Essai : Celia Amorós, pour La gran diferencia y sus pequeñas consecuencias... para las luchas de las mujeres
- Prix national de Littérature dramatique : Santiago Martín Bermúdez (es), pour Las gradas de San Felipe y empeño de la lealtad
- Prix national de Littérature infantile et juvénile : Fernando Marías Amondo, pour Cielo abajo (es)
- Prix Adonáis de Poésie : Jorge Galán (es), pseudonyme de George Alexander Portillo (El Salvador), pour Breve historia del Alba
- Prix Anagrama : Rafael Rojas Gutiérrez (es) (Cuba), pour Tumbas sin sosiego. Revolución, disidencia y exilio del intelectual cubano
- Prix Loewe : Juan Antonio González-Iglesias (es) pour Eros es más
- Prix de la nouvelle courte Casino Mieres : Ricardo Menéndez Salmón, pour La Noche Feroz
- Prix d'honneur des lettres catalanes : Josep Termes Ardèvol (historien)
- Prix national de littérature de la Generalitat de Catalogne : Biel Mesquida
- Journée des lettres galiciennes : Manuel Lugrís Freire
- Prix de la critique Serra d'Or : 
  - Jordi Balló i Fantova (ca) et Xavier Pérez, pour Jo ja he estat aquí. Ficcions de la repetició, essai.
  - Enric Vicent Sòria i Parra, pour La lentitud del mar. Dietari 1989-1997, journal.
  - Vicent Simbor, pour El realisme compromès en la narrativa catalana de postguerra, étude littéraire.
  - Josep Maria Fonalleras i Codony (ca), pour Sis homes, recueil de nouvelles.
  - Albert Sánchez Piñol, pour Pandora al Congo (ca), recueil de nouvelles.
  - Josep Palau i Fabre, pour Obra literària completa I. Poesía, teatre i contes, œuvre complète.
  - Joan Margarit i Consarnau, pour Càlcul d'estructures, recueil de poésie.
  - Margarita Castells et Manuel Forcano, pour la traduction de Els viatges, de Ibn Battûta.

## États-Unis
- National Book Award : 
  - Catégorie « Fiction » : Richard Powers pour The Echo Maker (La Chambre aux échos)
  - Catégorie « Essais» : Timothy Egan pour The Worst Hard Time: The Untold Story of Those Who Survived the Great American Dust Bowl
  - Catégorie « Poésie » : Nathaniel Mackey pour Splay Anthem
- Prix Agatha : 
  - Catégorie « Meilleur roman » : Katherine Hall Page pour The Body in the Snowdrift
  - Catégorie « Meilleure nouvelle » :
- Prix Hugo :
  - Prix Hugo du meilleur roman : Spin (Spin) par Robert Charles Wilson
  - Prix Hugo du meilleur roman court : Infiltration (Inside Job) par Connie Willis
  - Prix Hugo de la meilleure nouvelle longue : Two Hearts par Peter S. Beagle
  - Prix Hugo de la meilleure nouvelle courte : Tk'tk'tk par David D. Levine
- Prix Locus :
  - Prix Locus du meilleur roman de science-fiction : Accelerando (Accelerando) par Charles Stross
  - Prix Locus du meilleur roman de fantasy : Anansi Boys (Anansi Boys) par Neil Gaiman
  - Prix Locus du meilleur roman pour jeunes adultes : Pay the Piper par Jane Yolen et Adam Stemple (en)
  - Prix Locus du meilleur premier roman : Hammered/Scardown/Worldwired par Elizabeth Bear
  - Prix Locus du meilleur roman court : Magie pour débutants (Magic for Beginners) par Kelly Link
  - Prix Locus de la meilleure nouvelle longue : Les Robots (I, Robot) par Cory Doctorow
  - Prix Locus de la meilleure nouvelle courte : L'Oiseau-soleil (Sunbird) par Neil Gaiman
  - Prix Locus du meilleur recueil de nouvelles : Magic for Beginners par Kelly Link
- Prix Nebula :
  - Prix Nebula du meilleur roman : Seeker (Seeker) par Jack McDevitt
  - Prix Nebula du meilleur roman court : Fournaise (Burn) par James Patrick Kelly
  - Prix Nebula de la meilleure nouvelle longue : Two Hearts par Peter S. Beagle
  - Prix Nebula de la meilleure nouvelle courte : Écho (Echo) par Elizabeth Hand
- Prix Pulitzer :
  - Catégorie « Fiction » : Geraldine Brooks pour March (La Solitude du docteur March)
  - Catégorie « Biographie et Autobiographie » : Kai Bird et Martin J. Sherwin pour American Prometheus: The Triumph and Tragedy of J. Robert Oppenheimer (Robert Oppenheimer : Triomphe et tragédie d'un génie)
  - Catégorie « Essai » : Caroline Elkins pour Imperial Reckoning: The Untold Story of Britain's Gulag in Kenya
  - Catégorie « Histoire » : David Oshinsky pour Polio: An American Story (Polio : une histoire américaine)
  - Catégorie « Poésie » : Claudia Emerson pour Late Wife
  - Catégorie « Théâtre » : non décerné

## Finlande
- Prix Aleksis-Kivi : non décerné
- Prix Kalevi-Jäntti : Jarkko Tontti pour Vuosikirja
- Prix Eino-Leino : Juha Hurme
- Prix de la littérature de l'État finlandais : Juha Itkonen pour Anna minun rakastaa enemmän
- Prix littéraire de la ville de Tampere : Seppo Jokinen pour Hiirileikki
- Prix Tollander : Inga-Britt Wik
- Prix Rudolf-Koivu : non décerné
- Prix Topelius : Tuija Lehtinen pour www.liisanblogi.net
- Prix Mikael-Agricola : Anu Partanen
- Médaille Anni-Swan : Jukka Itkonen pour Koipihumppa
- Prix d'écriture Juhana-Heikki-Erkko : Johanna Nordling
- Médaille Kiitos kirjasta : Risto Isomäki pour Sarasvatin hiekkaa
- Prix Arvid-Lydecken : Maria Vuorio pour Jäniksen housuissa
- Prix Kaarle : Jarkko Sipilä
- Prix Pehr-Evind-Svinhufvud : Keijo K. Kulha pour Jutikkala - tinkimätön akateemikko
- Prix du grand club du livre finlandais : Juha Itkonen
- Prix Pirkanmaan-Plättä : Sinikka Nopola et Tiina Nopola pour Heinähattu, Vilttitossu ja kielletty kampela
- Prix Väinö Linna : non décerné
- Prix Pääskynen : non décerné
- Prix Atorox : Jenny Kangasvuo, pour Kaikessa lihassa on tahto
- Prix Finlandia : Kjell Westö pour Där vi en gång gått
- Prix Pikku-Finlandia : Sarianna Kankkunen
- Prix Tieto-Finlandia : Erkki Tuomioja pour Häivähdys punaista
- Prix Lea : Reko Lundán
- Prix Tähtivaeltaja : Sarasvatin hiekkaa par Risto Isomäki (en)
- Prix de l'ours dansant : Kari Aronpuro pour Gathandu
- Prix littéraire Helsingin-Sanomat : Armas Alvari pour Varmat tapaukset
- Prix du livre chrétien de l'année : Seikko Eskola
- Prix Laivakello : Tapani Bagge
- Prix Finlandia Junior : Timo Parvela pour Keinulauta
- Prix Runeberg : Riitta Jalonen pour Kuvittele itsellesi mies
- Prix Vuoden johtolanka : Matti Rönkä pour Ystävät kaukana
- Prix Kaarina-Helakisa : Aino Havukainen et Sami Toivonen
- Prix Nuori Aleksis : Tuomas Kyrö pour Liitto

## France
- Prix Goncourt : Les Bienveillantes de Jonathan Littell.
  - Prix Goncourt du premier roman : Waltenberg d'Hédi Kaddour
  - Prix Goncourt des lycéens : Contours du jour qui vient de Léonora Miano
- Prix Médicis : Une promesse de Sorj Chalandon
  - Prix Médicis étranger : Le Retour du hooligan : une vie de Norman Manea (Roumanie)
  - Prix Médicis essai : Frère du précédent de Jean-Bertrand Pontalis
- Prix Femina : Lignes de faille de Nancy Huston
  - Prix Femina étranger : L'Histoire de Chicago May de Nuala O'Faolain
- Prix Renaudot : Mémoires de porc-épic d'Alain Mabanckou
- Prix Interallié : Marilyn, dernières séances de Michel Schneider
- Grand prix du roman de l'Académie française : Les Bienveillantes de Jonathan Littell
- Grand prix de la francophonie : Roland Mortier
- Prix des Deux Magots : Une adolescence en Gueldre de Jean-Claude Pirotte
- Prix du Roman populiste : Bel-Avenir d' Akli Tadjer
- Prix France Culture-Télérama : Entre les murs de François Bégaudeau
- Prix du Livre Inter : La Chambre de la Stella de Jean-Baptiste Harang
- Prix Jean-Monnet de littérature européenne du département de la Charente : Noir est l'arbre des souvenirs, bleu l'air de Rosetta Loy (Italie)
- Prix Décembre : Coma de Pierre Guyotat
- Grand prix des lectrices de Elle :
  - Catégorie « Roman » : Khaled Hosseini pour Les Cerfs-volants de Kaboul
  - Catégorie « Document » : Charles Dantzig, Dictionnaire égoïste de la littérature française
  - Catégorie « Policier » : Mo Hayder, Tokyo
- Grand prix de l'Imaginaire « Roman francophone » :  La Horde du Contrevent par Alain Damasio[12]
- Grand prix de l'Imaginaire « Roman étranger » : La Séparation par Christopher Priest
- Grand prix de l'Imaginaire « Nouvelle » : Le Monde, tous droits réservés par Claude Ecken
- Grand prix de l'Imaginaire « Nouvelle étrangère » : Exo-skeleton Town par Jeffrey Ford
- Prix des libraires : L'Attentat de Yasmina Khadra
- Prix de Flore : Christine Angot pour Rendez-vous
- Prix du Quai des Orfèvres : Christelle Maurin, pour L'Ombre du soleil
- Prix mondial Cino Del Duca : Jean Clair (France), pour l’ensemble de son œuvre.
- Prix du roman Fnac : Laurent Mauvignier de Dans la foule'
- Prix Wepler : Trans de Pavel Hak et « Mention spéciale » à Rhésus de Héléna Marienské
- Prix RFO du livre : Ananda Devi (Maurice) pour Ève de ses décombres

## Italie
- Prix Strega : Sandro Veronesi, Caos calmo (Bompiani)
- Prix Bagutta : Filippo Tuena, Le variazioni di Reinach, (Rizzoli) et Eugenio Borgna (it), L'attesa e la speranza, (Feltrinelli)
- Prix Campiello : Salvatore Niffoi, La vedova scalza
- Prix Napoli : Bruno Arpaia, Il passato davanti a noi (Guanda)
- Prix Stresa : Marco Santagata - L'amore in sè - Guanda
- Prix Viareggio :
  - Roman : Gianni Celati, Vite di pascolanti
  - Essai : Giovanni Agosti, Su Mantegna I
  - Poésie : Giuseppe Conte, Ferite e rifioriture
  - Première œuvre : Roberto Saviano, Gomorra

## Monaco
- Prix Prince-Pierre-de-Monaco : Philippe Sollers[13]

## Norvège
- Prix Brage :
  - Catégorie « Fiction pour adultes » : Dag Solstad, Armand V. Fotnoter til en uutgravd roman (Armand V. Notes de bas de page d'un roman exhumé)
  - Catégorie « Livre pour les enfants et la jeunesse » : Stian Hole, Garmanns sommer
  - Catégorie « Livre de non-fiction » : Bent Sofus Tranøy, Markedets makt over sinnene
  - Catégorie « Ouverte » : Kathinka Blichfeldt, Tor Gunnar Heggem et Ellen Larsen pour Kontekst - basisbok i norsk for ungdomstrinnet (Manuel scolaire)
  - Catégorie « Prix d'honneur » : Kari et Kjell Risvik

## Royaume-Uni
- Prix Booker : Kiran Desai pour The Inheritance of Loss (La Perte en héritage)[14]
- Prix James Tait Black :
  - Fiction : Cormac McCarthy pour The Road (La Route)
  - Biographie : Byron Rogers pour The Man Who Went into the West: The Life of R. S. Thomas
- Orange Prize for Fiction : Zadie Smith pour On Beauty (De la beauté)[15]
- Prix John-Llewellyn-Rhys : Sœurs dans la guerre de Sarah Hall
- Médaille Carnegie : non décerné
- Prix Rose-Mary-Crawshay : Rosalind Ballaster pour Fabulous Orients: Fictions of the East in England 1662-1785
- Prix Somerset-Maugham : Zadie Smith pour On Beauty, Owen Sheers pour Skirrid Hill

## Russie
- Prix Bolchaïa Kniga : Dmitri Bykov pour Boris Pasternak (Борис Пастернак)
- Prix Booker russe : Olga Slavnikova pour 2017

## Suisse
- Prix Lipp Suisse : Metin Arditi pour La Pension Marguerite[16]
- Prix Ahmadou-Kourouma : Koffi Kwahulé, pour Babyface (éditions Gallimard)[17]